# Échangeur de Chasse-sur-Rhône
L’échangeur de Chasse-sur-Rhône ou échangeur de Givors, est un échangeur autoroutier entre les autoroutes A7, l'A46 et l'A47 situé au sud de Lyon sur le territoire des communes de Ternay dans le département du Rhône et de Chasse-sur-Rhône dans le département de l'Isère en région Rhône-Alpes.

## Axes concernés

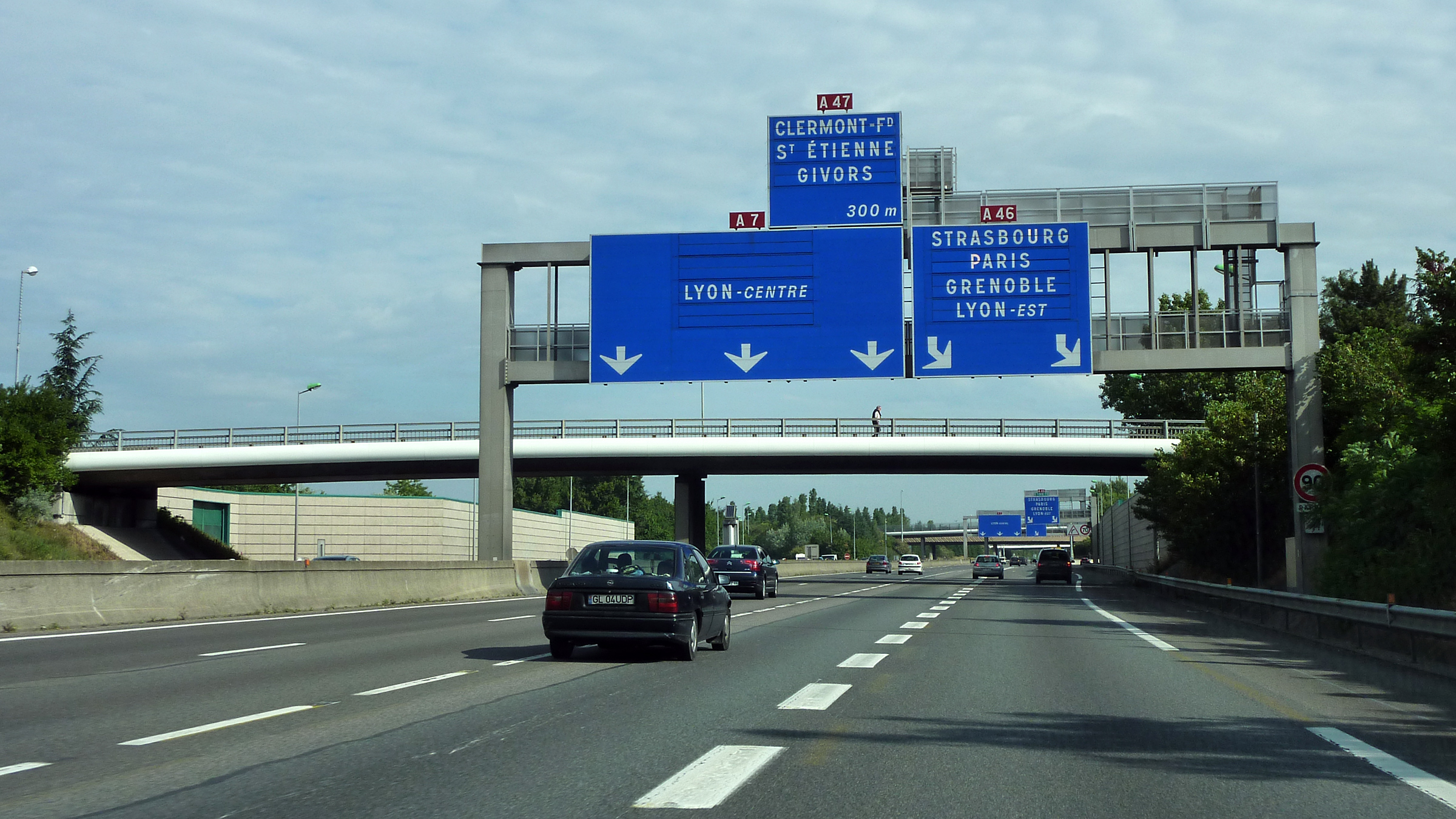
Panneau annonçant l'échangeur sur l'A7 en venant du sud.

Les axes concernés sont les suivants :
- l'Autoroute A7 reliant Lyon à Marseille ;
- l'Autoroute A46, rocade Est de Lyon, vers les autoroutes A43 (Grenoble/Annecy) et A42 (Bourg-en-Bresse / Genève) ;
- l'Autoroute A47, vers Saint-Étienne.